# سبرينغ رول

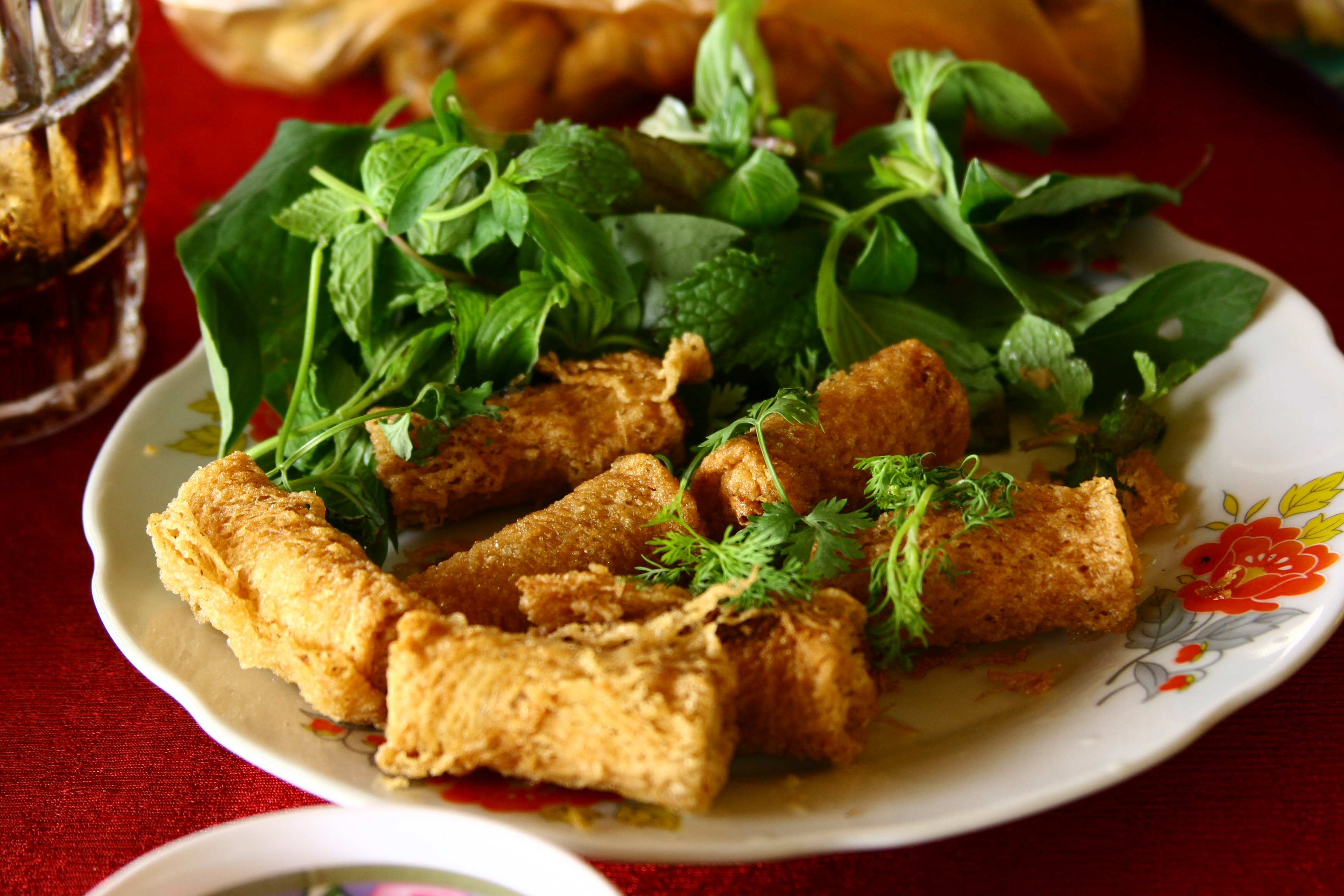

سبرينغ رول هو نوع من المقبلات على شكل رقائق محشيّة ومقليّة بالزيت، يشتهر في المطبخ الصيني. هو طبق شعبي في المطبخ الفيتنامي وعادة ما يتم تقديمه كمقبلات في أوروبا وأمريكا الشمالية، حيث يوجد شتات فيتنامي كبير، اللحم المفروم، وعادة لحم الخنزير، وعادة ما يتم استخدام الخضار بدلاً من اللحم، ملفوفة بورق الأرز المحمر. 

## المكونات
ليس هناك طريقة تحضير موحدة لصنع اللفائف حيث تختلف الوصفات وفقًا لعادات تناول كل أسرة، ولكن بوجه عام تتكون لفائف السبرينغ رول عادةً من اللحم المفروم المتبّل، والفطر المحاري، والمعكرونة، مع مكعبات من الخضروات المقطعة مثل الجزر، والكرنب الساقي، والهيكاما. وتلف هذه المكونات في أوراق الأرز الرطبة، ثم تغلف بطبقة من الدقيق كي تتماسك الحواف، ثم تُقلى في الزيت قلىًا عميقًا حتى يتحول لون ورق الأرز إلى اللون الذهبي ويصبح ذو نسيج مقرمش. تختلف مكونات لفائف السبرينغ رول اختلافاتٍ طفيفة من منطقة إلى أخرى، فعادةً ما تكون لحوم الخنزير هي الأكثر استخدامًا في حشو اللفائف، إلا أنه من الممكن استبدالها بلحوم الدجاج، أو لحم السلطعون، أو الروبيان، وأحيانًا الحلزون كما في شمال فييتنام. قد تستبدل اللحوم أيضًا بجبن التوفو في الوصفات النباتية.
تستبدل الهيكاما أحيانًا بجذور القلقاس لتضفي إلى الحشوة مذاقًا دهنيًا مقرمشًا. يساهم تقطيع الخضروات على هيئة مكعبات صغيرة في جعل حشوات الفائف متماسكة ومقرمشة قليلًا لتتماشى مع أوراق الأرز المقلية المقرمشة، بيد أن استعمال الخضروات مطحونة في الحشو يجعل اللفائف تصبح رخوة لينة بعد وقت قصير. يمكن أيضًا استعمال اللوبياء الشعاعية، أو البطاطا الحلوة المهروسة للحفاظ على اللفائف مقرمشة عند الرغبة في تخزينها لفترات طويلة.
تضاف أحيانًا إلى الحشوات مكونات إضافية مثل الفاصوليا الخضراء وشعيرية الأرز، والبيض والتوابل المختلفة بحسب الرغبة.
تستخدم المطاعم خارج فييتنام رقائقًا مصنوعة من دقيق القمح في صنع لفائف السبرينغ رول بدلًا من ورق الأرز.
وفي الاحتتفالات والمطاعم الفييتنامية الكبيرة قد تلف حشوات السبرينغ رول أيضًا في لفائف من شعيرية الأرز الرفيعة جدا، ولكن هذه الطريقة ليست شائعة كثيرًا لصعوبة تحضيرها.

## التقديم

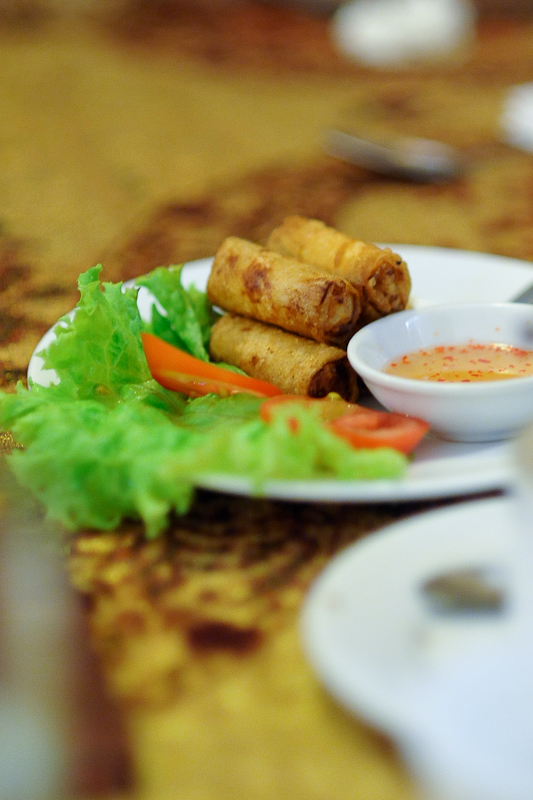
لفائف سبرينغ رول مع صلصة السمك في طبق من الخضروات

تقدم لفائف السبرينغ رول عادة مع طبق من الخضروات الطازجة مثل الخس أو الكزبرة، أو مع طبق من شعيرية الأرز إلى جانب بعض التوابل والصلصات مثل صلصة السمك الممزوجة بعصير الليمون أو الخل والماء والسكر والثوم والفلفل الحار، أو صلصة الصويا، أو الكاتشب، أو المايونيز.

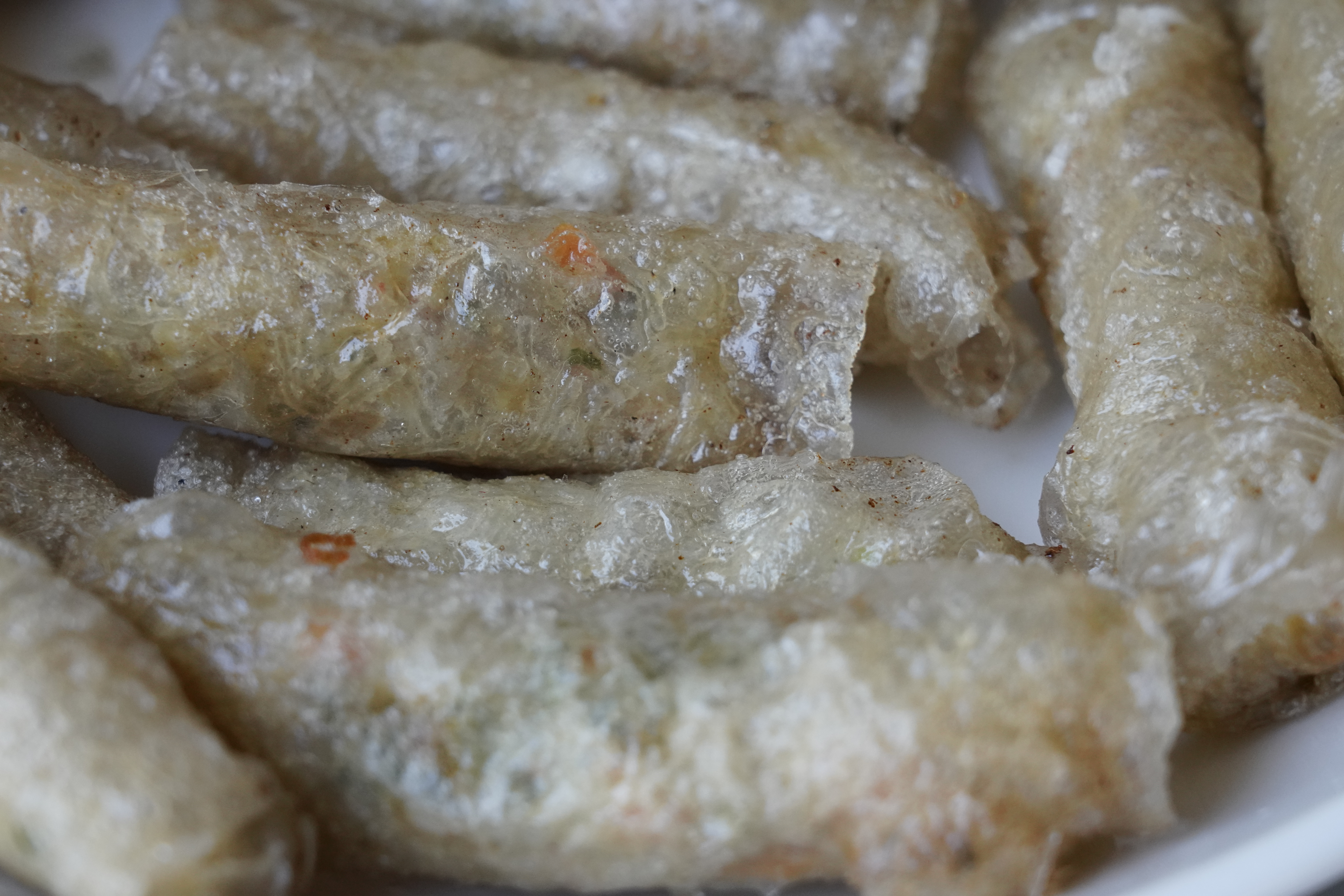
لفائف السبرينغ رول في المهرجان العالمي للمأكولات عام 2018

مقلت لفائف السبرينغ رول المطبخ الفييتنامي في المهرجان العالمي للمأكولات الذي نظمته لجنة التراث الثقافي العالمي للمطبخ في مدينةأمريتسار الهندية في عام 2018.